# Avenue du Général-Leclerc (Paris)
Pour les articles homonymes, voir Avenue du Général-Leclerc.
L'avenue du Général-Leclerc est une voie située dans le quartier du Petit-Montrouge du 14e arrondissement de Paris, allant de la place Denfert-Rochereau au nord, à la porte d'Orléans au sud. 
À double sens sur toute sa longueur jusqu'au début 2024, elle est en sens unique du sud vers le nord, sauf pour les bus, taxis, livraisons et véhicules d'urgence, depuis la porte d'Orléans jusqu'à la place Victor-et-Hélène-Basch et redevient à double sens jusqu'à la place Denfert-Rochereau.
Elle est parcourue par une intense circulation, étant notamment l'une des principales voies radiales de desserte par le sud du centre de Paris.

## Situation et accès
Dans le prolongement de l'avenue du Colonel-Henri-Rol-Tanguy qui traverse la place Denfert-Rochereau, son tracé, selon un axe nord-est/sud-ouest se dirige d'abord vers la place Victor-et-Hélène-Basch. Puis après une légère bifurcation à gauche sur cette place, il se poursuit au-delà jusqu'à la porte d'Orléans, où il s'achève, au nord de la place du 25-Août-1944, au croisement avec deux des boulevards des Maréchaux : le boulevard Brune (venant du nord-ouest) et le boulevard Jourdan (venant du sud-est).
L'axe de l'avenue se prolonge vers la banlieue sud, sur le côté ouest de la place du 25-Août-1944, par la rue de la Légion-Étrangère, et sur le côté est de la place, par l'avenue de la Porte-d'Orléans.
Plantée d'arbres d'alignement sur la majeure partie de son parcours, cette avenue très animée et commerçante a un visage qui varie sur toute sa longueur. Elle est constituée des deux sections rectilignes empruntant chacune deux directions légèrement différentes, séparées entre elles par la place Victor-et-Hélène-Basch ; elle peut ainsi se décomposer en trois parties :
- la partie nord, sur laquelle débouche notamment la rue Daguerre, piétonne et commerçante. L'architecture y est variée, entre haussmannien (aux abords de l'intersection avec la rue Ernest-Cresson), entièrement constituée d'immeubles en pierre de taille) et immeubles de faubourgs (sur l'avenue et dans les petites rues perpendiculaires à la rue Daguerre) ;
- la partie centrale, desservie par la station de métro Alésia, autour de la place Victor-et-Hélène-Basch dominée par l'église Saint-Pierre-de-Montrouge (partiellement rénovée en 2009). Elle possède également deux cinémas (le Gaumont Alésia et le Mistral), de nombreux commerces et des restaurants. L'architecture y est assez diverse : on y trouve à proximité des rues constituées principalement d'immeubles en pierre de taille (comme l'est la partie ouest de la rue Bezout), ou des rues plus typiques des faubourgs parisiens, avec des immeubles en pierre de Paris, ou en briques et pierre de taille (exemple de la rue Thibaud, dont plusieurs immeubles ont été ravalés en 2009) ;
- la partie sud, avec des immeubles plus modernes (années 1970 notamment), et des commerces divers (moyennes surfaces et commerces de vêtements).

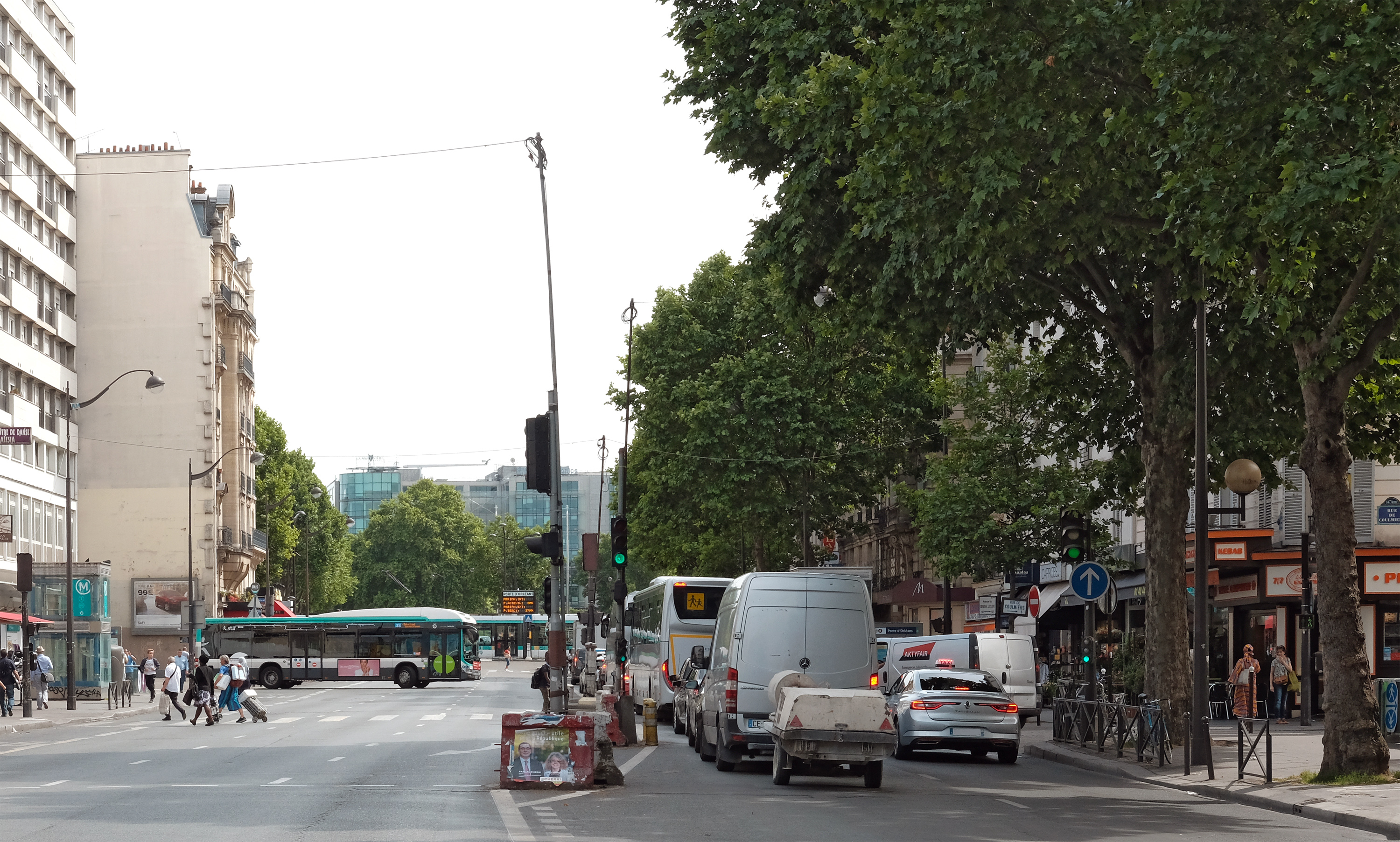
Partie sud, vers la porte d'Orléans.
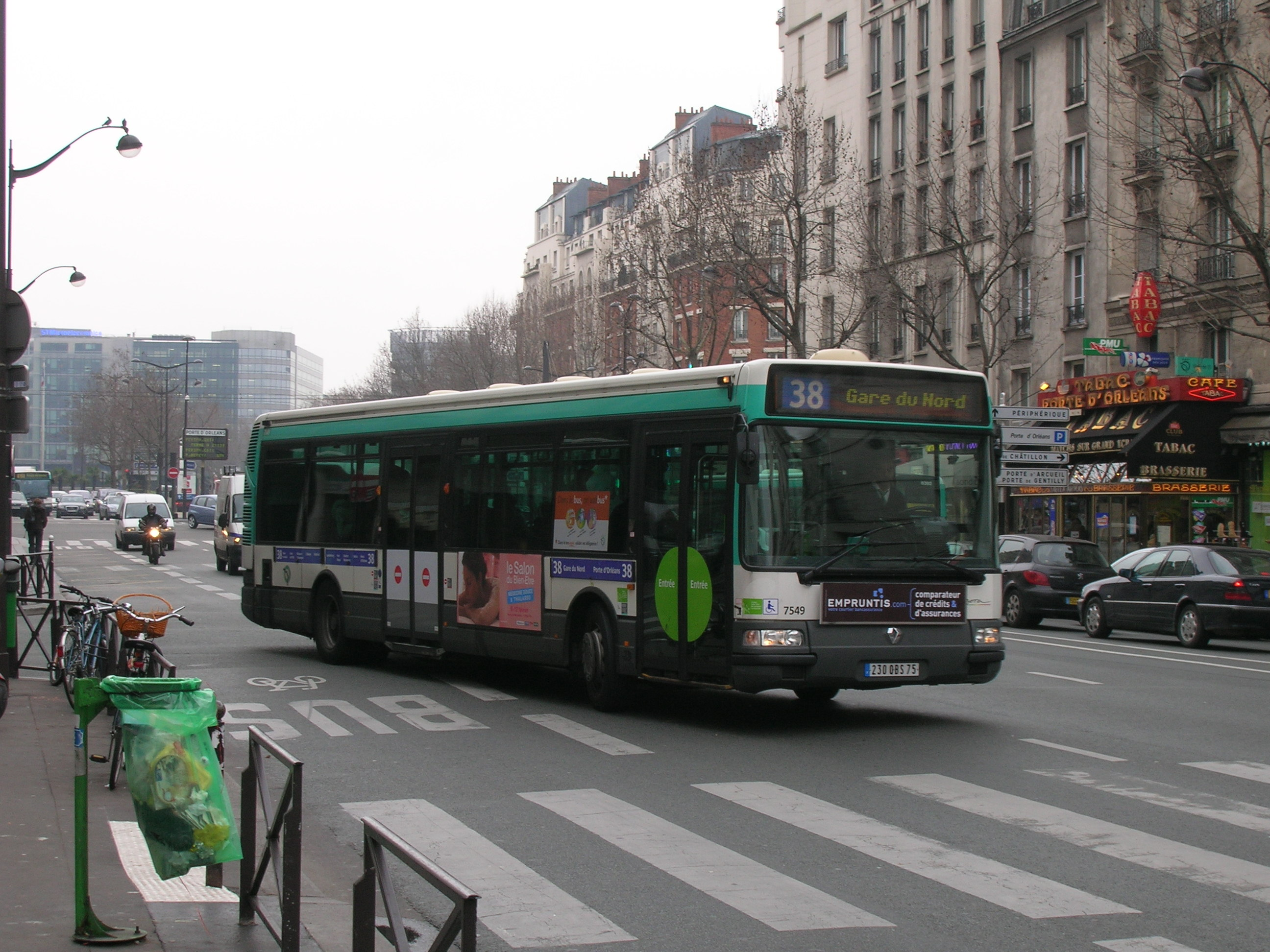
L'avenue, vue en direction du sud, près de la porte d'Orléans.
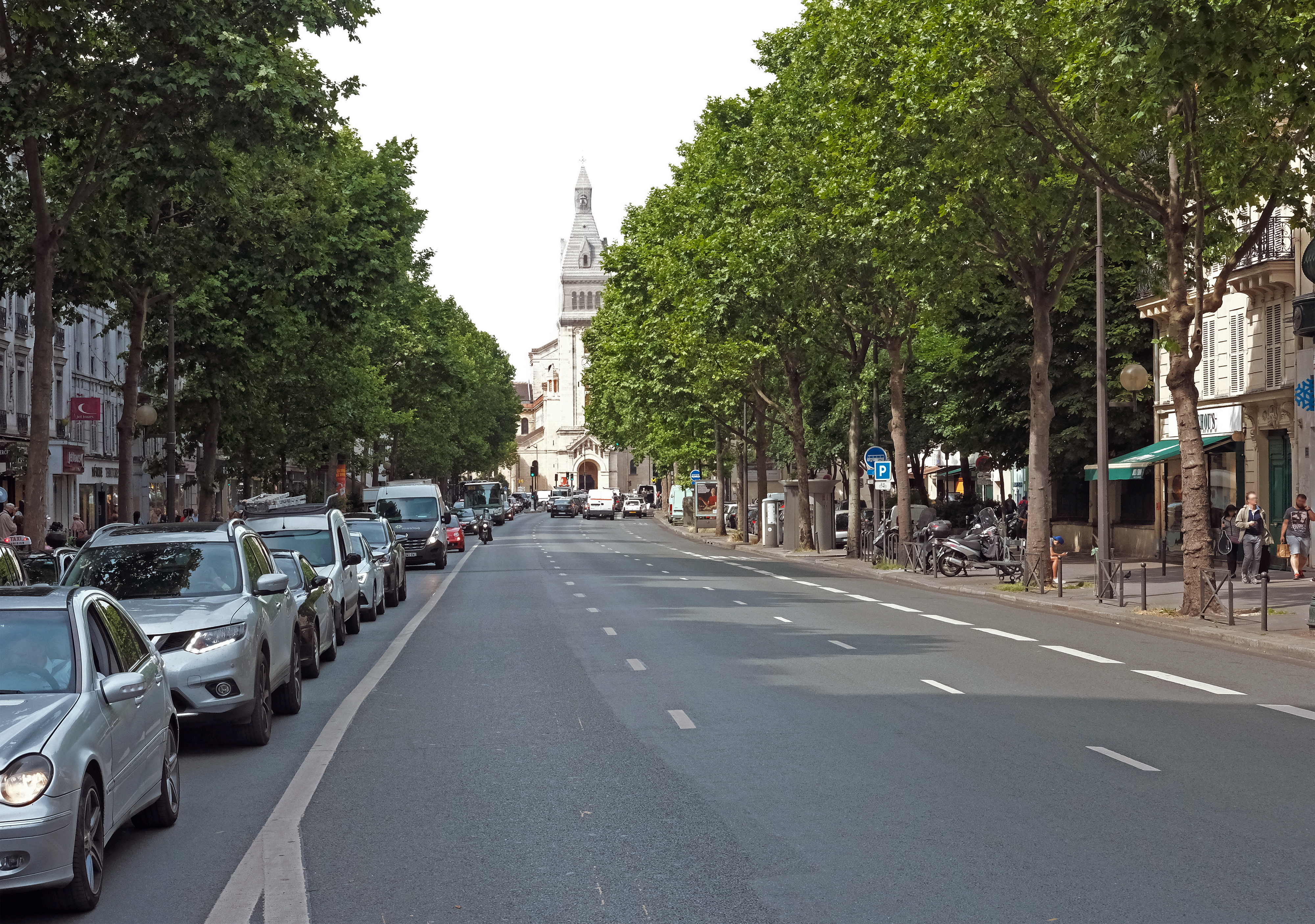
Partie sud, vers l'église Saint-Pierre-de-Montrouge.

Sous l'avenue se trouve la ligne 4 du métro, qui la dessert par l'intermédiaire de quatre stations, du nord au sud : Denfert-Rochereau, Mouton-Duvernet, Alésia, Porte d'Orléans, cette dernière halte étant également desservie par la ligne de tramway T3a. Enfin, la ligne de Petite Ceinture la traverse peu avant la Porte d'Orléans.

## Origine du nom

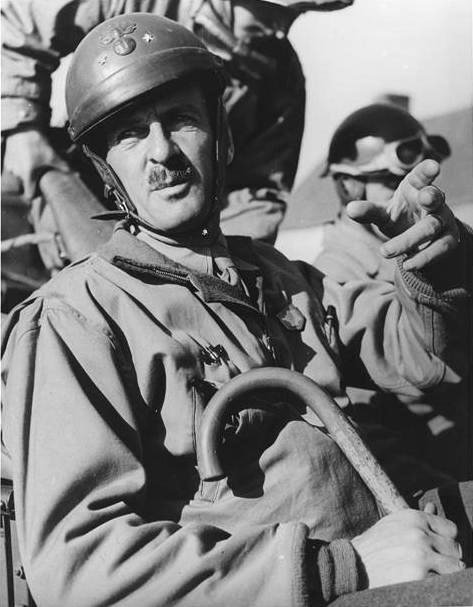
Philippe Leclerc de Hautecloque.

Le nom de cette avenue rend hommage à Philippe Leclerc de Hauteclocque (22 novembre 1902 – 28 novembre 1947), général commandant la 2e division blindée, qui avait emprunté cette artère lors de son entrée dans la capitale le 25 août 1944, venant de la porte d'Orléans et se dirigeant ensuite vers la gare Montparnasse, choisie pour être son poste de commandement.

## Historique

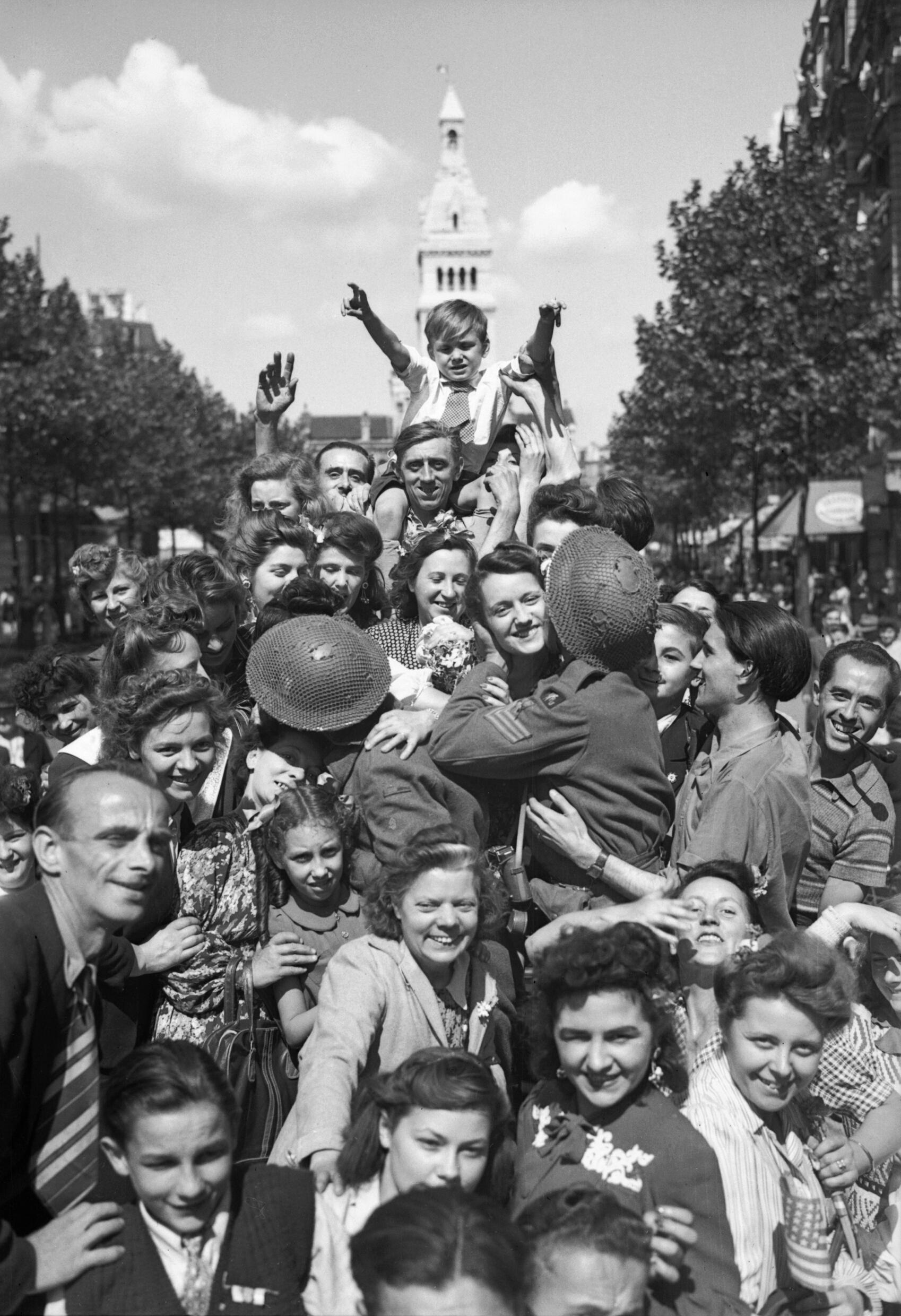
Sur l'avenue d'Orléans, foule de Parisiens en liesse accueillant les troupes britanniques, le 26 août 1944. En arrière-plan, dans l'axe de l'avenue, le clocher de l'église Saint-Pierre-de-Montrouge.

Cette voie est très ancienne, étant notamment sur un des itinéraires historique de la via Turonensis (ou voie de Tours) un des chemins du pèlerinage de Saint-Jacques-de-Compostelle. Longtemps elle est aussi une section, située sur le territoire communal de Montrouge, de la route nationale 20 reliant Paris à Orléans et, au-delà, à la frontière avec l'Espagne sous le nom de « route d'Orléans ». Puis, en 1860, à la suite de l'extension du territoire de Paris et par conséquent l'annexion du Petit-Montrouge (qui est en fait la plus grande partie de Montrouge), elle est classée dans la voirie parisienne par décret du 23 mai 1863 sous le nom d'« avenue d'Orléans ». Au no 109, une plaque de rue toujours en place rappelle cette dénomination.
Le 24 août 1944, des éléments de la 2e division blindée du général Leclerc sont les premières unités à entrer dans la capitale pour la libérer, principalement par la porte d'Orléans après avoir emprunté, plus au sud, la route nationale 20 et d'autres itinéraires parallèles. Dans Paris, une grande partie des troupes françaises et alliées venues libérer la capitale parcourent donc ensuite l'avenue d’Orléans pour accéder aux principaux points stratégiques de la capitale.
L'avenue d’Orléans devient, le 10 février 1948, avenue du Général-Leclerc (Philippe Leclerc de Hautecloque est mort accidentellement quelques mois plus tôt), mais c'est à la date symbolique du 18 juin 1949, (le conseil municipal de Paris est alors dirigé par Pierre de Gaulle), qu'est célébré le renommage de l'avenue d'Orléans en avenue du Général-Leclerc, lors d'une cérémonie officielle, en présence du général Charles de Gaulle qui prononce un discours.

## Bâtiments remarquables et lieux de mémoire
- No 4 (avenue d'Orléans) : domicile du sociologue Émile Durkheim lors de sa mort en 1917[3].
- No 5 : emplacement du Café du Lion, siège d'un club d'échecs fréquenté au début du XXe siècle par Lénine. Cet établissement, qui servait aussi à l'époque de lieu de réunion pour les bolchéviques, est aujourd'hui un McDonald's[4].

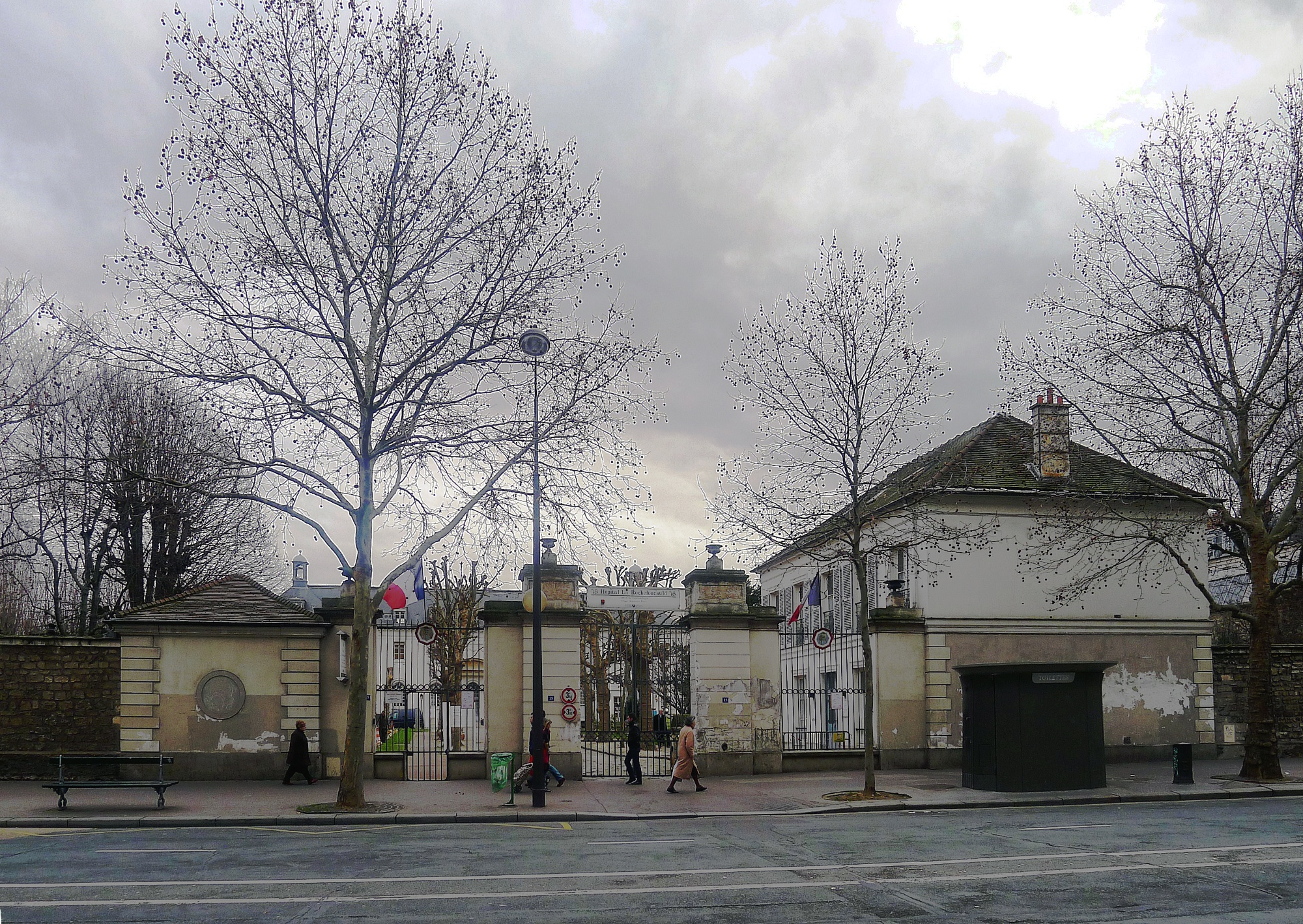
Au no 15, l'entrée de l'hôpital La Rochefoucauld.

- No 15 : hôpital La Rochefoucauld, précédemment hospice de La Rochefoucauld (1821), antérieurement hospice national de Montrouge (1792) et Maison royale de santé (1780). Fondée sous cette dernière dénomination en 1780 avec le concours de la duchesse de La Rochefoucauld et ouverte en 1783, cette maison de santé est alors implantée hors de la barrière d'Enfer, en bordure de la route d’Orléans qui traverse Montrouge et, à cet endroit, plus précisément la partie de cette commune dite « Petit-Montrouge » qui sera annexée à Paris en 1860 et forme depuis cette date le quartier du Petit-Montrouge du 14e arrondissement. Au début du XXIe siècle, c'est un hôpital spécialisé en gérontologie qui appartient, avec l'hôpital Broca (13e arrondissement) et l'hôpital de la Collégiale (5e arrondissement), au groupe Hôpitaux universitaires Paris-Centre, l’un des douze groupes hospitaliers de l'Assistance publique - Hôpitaux de Paris (APHP)[5]. L'hôpital ferme en 2019.

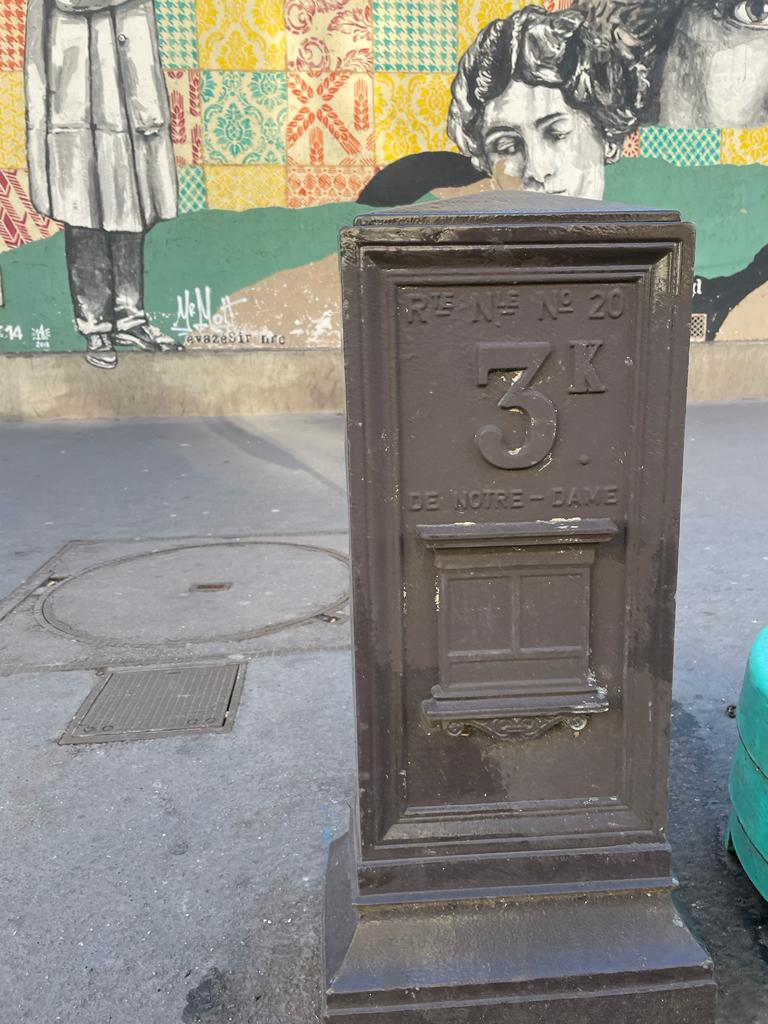
Borne kilométrique en fonte face au n° 15.

- Borne kilométrique en fonte face au n° 15.En face du no 15 : borne kilométrique en fonte indiquant « Rte Nle N° 20 3 km de Notre-Dame ». Cette copie remplace depuis 2018 l'original, qui avait disparu en 2015. Elle a été réalisée à partir de l'ancienne borne située au no 73 de la même rue (voir ci-dessous).
- No 15 bis : La Poste est implantée en 1907 sous la désignation « Hôtel des Postes[6] » ou « poste centrale » du 14e arrondissement, avenue d'Orléans, sur une partie des terrains appartenant à l'hospice de la Rochefoucauld. Son emprise sur le parc, initialement de 500 m2, a été augmentée à plusieurs reprises[7].
- No 16 : villa Daguerre : typique avec ses pavillons verdoyants dans une allée étroite qui aboutit rue Boulard.
- No 19 : villa Adrienne (1895[8]) : propriété privée fermée par un porche derrière lequel se dissimule un square arboré de forme rectangulaire, d'une surface de 3 500 m2[réf. nécessaire], entouré de quatre ensembles d'immeubles de quatre niveaux sous combles mansardés. Sur le côté méridional se trouvent également plusieurs petits hôtels particuliers. Une statue orne la pelouse.
- No 19 : en 1908, Lénine, dépositaire des fonds du POSDR (Parti ouvrier social-démocrate de Russie), ouvre un compte à l’agence Z du Crédit lyonnais[9].
- Nos 26-28 : emplacement de l'ancien moulin de l'Amour, construit au XIIe siècle ; il exista jusqu'au début du XXe siècle[10].
  - À l’avant de ce moulin, dans le même enclos, se trouvait le moulin Pavé, appelé aussi moulin Joly (du nom de son propriétaire)[11]. Il figure sur les plans de Roussel (1731) et Deharme (1763).
- No 41 (avenue d'Orléans) : domicile de la chanteuse Berthe Sylva en 1938[12].
- No 51 : ancienne enseigne en mosaïque des dragées Martial, d’après les affiches de Dransy qui se trouvaient dans les couloirs du métro pendant les années 1950[13].

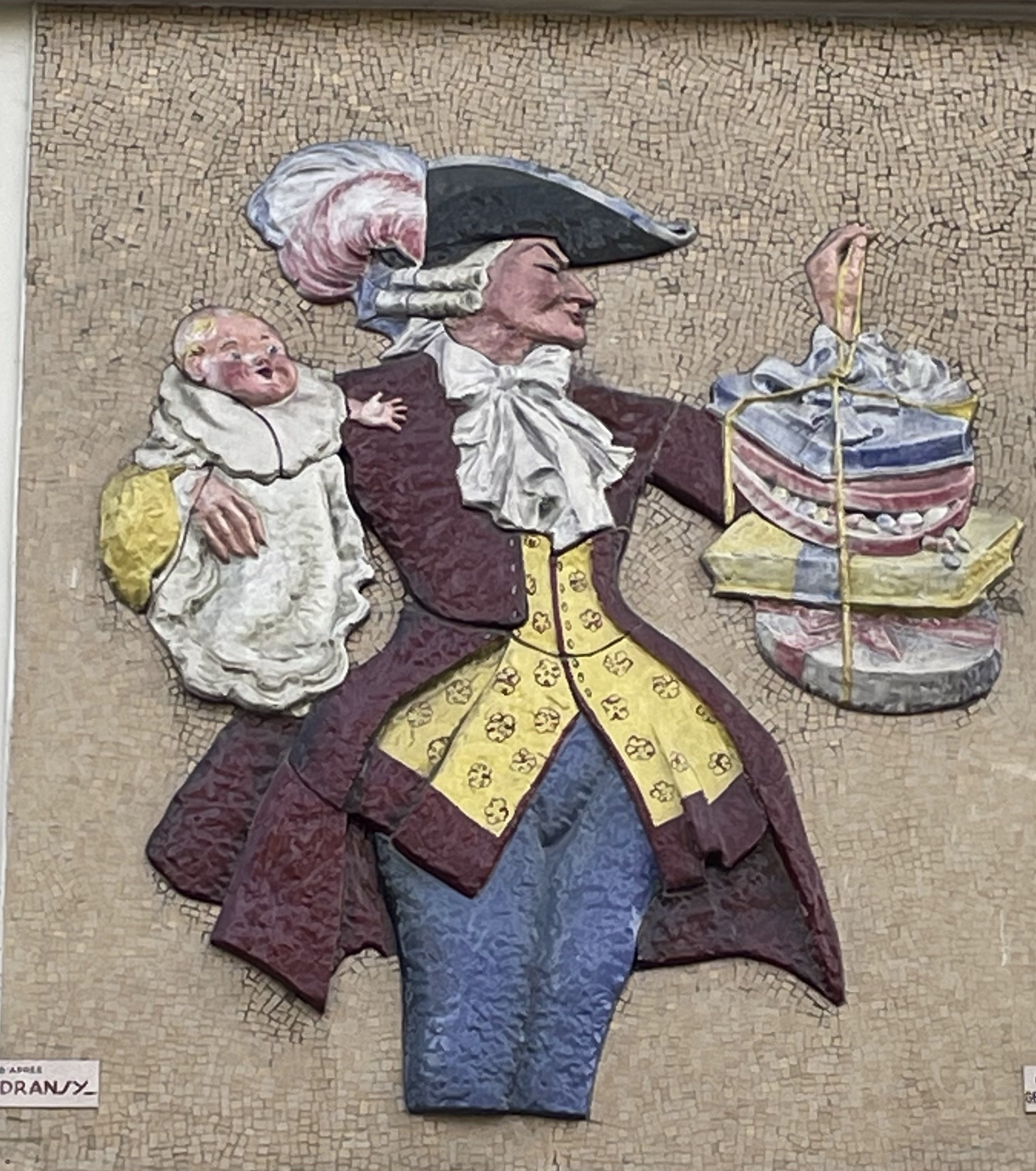
Ancienne enseigne des dragées Martial.

- Nos 52 et 54 : l'actuel Monoprix occupe l'emplacement de l'ancien magasin « Au Soldat Laboureur », fondé en 1835, alors que l'avenue était encore la « route d'Orléans » au Petit-Montrouge, territoire de la commune de Montrouge jusqu'à son annexion par Paris en 1860. Il est considéré à la fois comme ancêtre des Grands magasins parisiens tels Le Bon Marché (1852), les Grands Magasins du Louvre (1855) et La Samaritaine (1870) et comme précurseur des supermarchés[14].

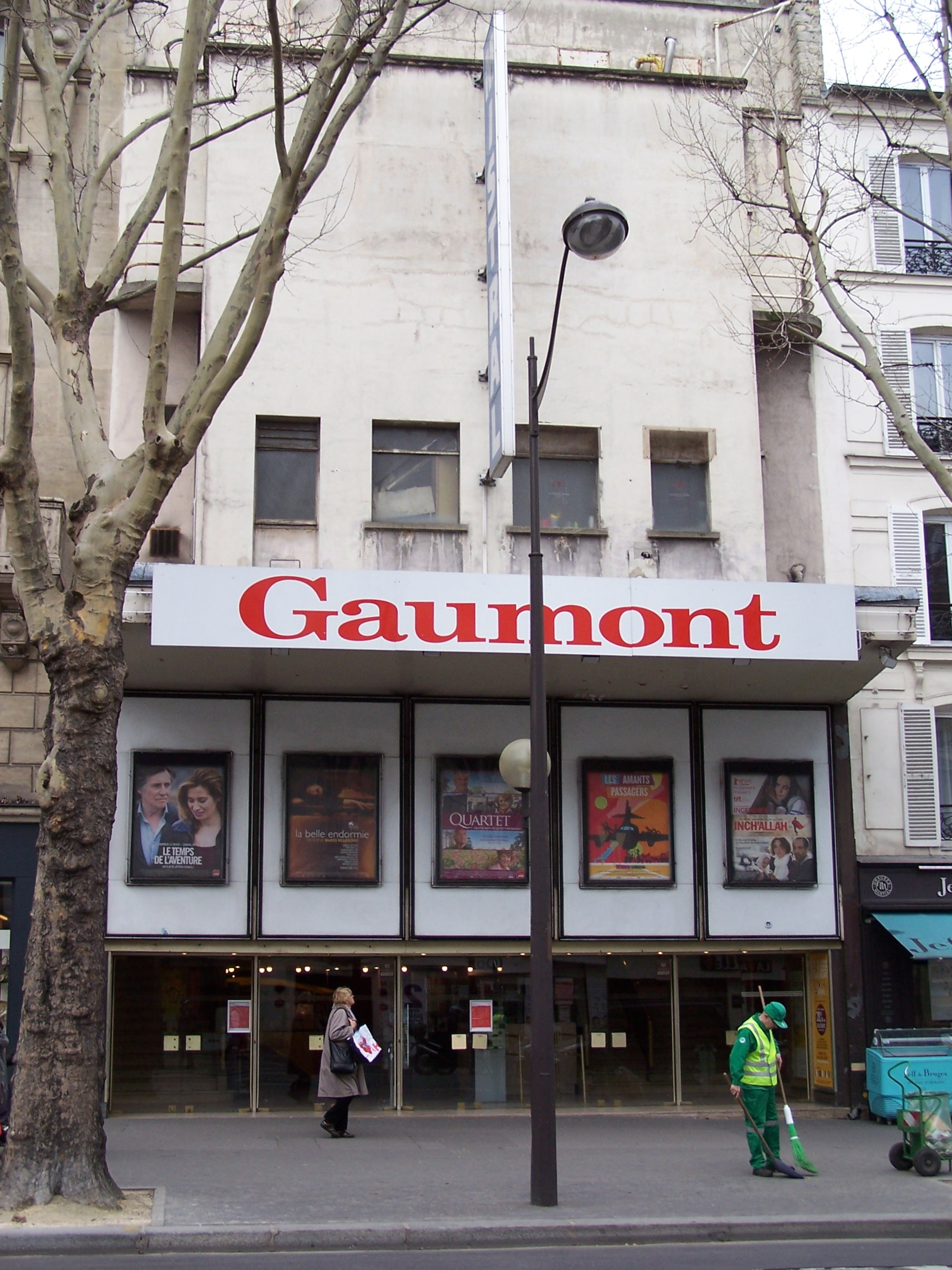
Le cinéma Gaumont-Mistral en 2013.

- No 70 : cinéma Mistral. Ancienne chapelle qui devient à la fin du XIXe siècle un théâtre de 1 000 places, avec balcon : Les Fantaisies Montrouge. Le théâtre est transformé en cinéma en 1911, puis après dix ans de retour au théâtre à partir de 1922, il devient définitivement un cinéma en 1932. Le bâtiment est détruit en 1921 et reconstruit en béton, avec 1 200 places dont 500 au balcon. En 1971, le cinéma se divise en deux salles, puis en cinq en 1976[15]. Il ferme définitivement en 2017 pour être démoli et laisser place à un immeuble d'habitation.
- No 72 : immeuble Art déco d’Eugène Petit[16].
- No 73 : cinéma Gaumont-Alésia, multiplexe totalisant, depuis sa dernière restructuration (2014-2015), 1 381 places pour 8 écrans.
Exploitée depuis 1920, cette salle était précédemment dénommée « Gaumont Sud », antérieurement « Théâtre des Gobelins », plus anciennement « Orléans Palace » et initialement « Montrouge Palace » (1920)[17].
- En face du no 73 : borne kilométrique en fonte indiquant « N 20 3,5 km de Notre-Dame », fac-similé de l'original qui avait été détérioré lors d'un chantier.
- No 104 : première boutique de Sonia Rykiel.
  - emplacement des grands Moulins de Montrouge. Ils s’étendaient jusqu’à la rue Friant[7].

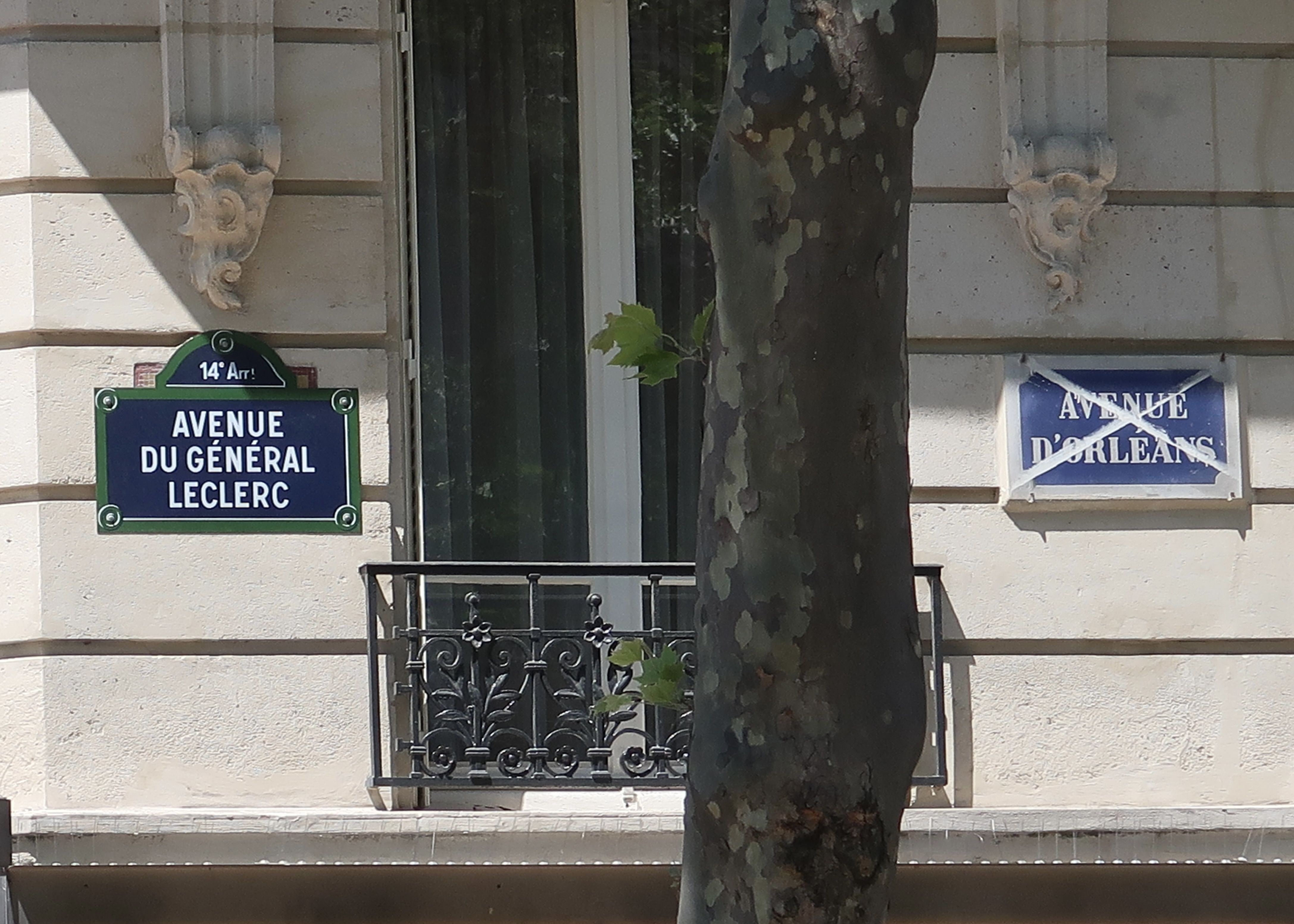
Au n°4, une plaque ancienne de rue porte l'ancien nom « avenue d'Orléans ».

- No 109 : au coin de la rue Sarrette, une plaque de rue indique encore le nom que l'avenue du Général-Leclerc a porté jusqu'en 1948 : « avenue d'Orléans ».
- No 110 : domicile du peintre Marc Chagall (1887-1985)[18].
- No 118 : domicile de la pianiste France Clidat (1931-2012), qui y vécut de son enfance jusqu'à sa mort[19].
- Nos 124-126 : gare de Montrouge-Ceinture (1867), sur l'ancienne ligne de Petite Ceinture.